# 겁스 디스크월드
겁스 디스크월드는 영국 판타지 소설 디스크월드를 바탕으로 테이블탑 롤플레잉 게임인 겁스의 규칙에 따라 만든 코미디 판타지 세트이다. 폴 키드비가 원화 작업을 맡았으며, 스티브 잭슨 게임에서 출시했다. 판매하지 않고 공개하는 겁스 4판 라이트 규칙을 기반으로 하고 있다. 후속작으로 겁스 이것도 디스크월드GURPS Discworld Also가 있다.

## 같이 보기
- 겁스
- en:List of GURPS books